# Chung Yong-hwan
Chung Yong-hwan (ur. 10 lutego 1960 w Pusan, zm. 7 lipca 2015) – południowokoreański piłkarz występujący na pozycji obrońcy.

## Kariera klubowa
Chung karierę rozpoczynał w 1980 roku w drużynie z Korea University. W 1984 roku trafił do klubu Daewoo Royals. W tym samym roku zdobył z klubem mistrzostwo Korei Południowej. W 1986 roku zwyciężył z nim w rozgrywkach Azjatyckiej Ligi Mistrzów. W 1987 roku oraz w 1991 roku ponownie zdobywał z zespołem mistrzostwo Korei Południowej, natomiast w 1990 roku wywalczył z nim wicemistrzostwo Korei Południowej. W 1991 roku Chung został wybrany MVP rozgrywek K-League. W 1994 roku zakończył karierę.

## Kariera reprezentacyjna
W reprezentacji Korei Południowej Chung zadebiutował w 1983 roku. W 1984 roku znalazł się w kadrze na Puchar Azji, który Korea Południowa zakończyła na fazie grupowej. W 1986 roku został powołany do kadry na Mistrzostwa Świata. Zagrał na nich w meczach z Argentyną (1:3), Bułgarią (1:1) oraz Włochami (2:3). Korea Południowa odpadła z tamtego turnieju po fazie grupowej. W 1988 roku podczas Pucharu Azji zajął z drużyną narodową 2. miejsce. W 1988 roku wziął również udział w Letnich Igrzyskach Olimpijskich. W 1990 roku Chung ponownie wystąpił na Mistrzostwach Świata. Zaliczył na nich jeden występ, w meczu z Belgią (0:2). Tamten mundial Korea Południowa zakończyła na fazie grupowej. W latach 1983–1993 w drużynie narodowej Chung rozegrał w sumie 77 spotkań i zdobył 3 bramki.